# Чокая
Чокая (рум. Ciocaia) — село у повіті Біхор в Румунії. Адміністративно підпорядковане місту Секуєнь.
Село розташоване на відстані 449 км на північний захід від Бухареста, 31 км на північ від Ораді, 133 км на північний захід від Клуж-Напоки.

## Населення
За даними перепису населення 2002 року у селі проживали 929 осіб.
Національний склад населення села:
| Національність | Кількість осіб | Відсоток |
| -------------- | -------------- | -------- |
| угорці         | 728            | 78,4%    |
| цигани         | 120            | 12,9%    |
| румуни         | 80             | 8,6%     |

Рідною мовою назвали:
| Мова      | Кількість осіб | Відсоток |
| --------- | -------------- | -------- |
| угорська  | 893            | 96,1%    |
| румунська | 36             | 3,9%     |

## Відомі особистості
В поселенні народився:
- Елек Феньєш (1807-1876) — угорський письменник, статистик і географ.